# Pliska
Pliska (búlgar: Плиска, eslau eclesiàstic: Пльсковъ, romanitzat Plĭskovŭ) és el nom de la primera capital del Primer Imperi Búlgar i d'una petita ciutat situada a 20 km al nord-est de la capital provincial, Xumen.

## Història

### Previ a 681
Al 680, els búlgars va travessar el Danubi i va envair terres que ara formen part de l'actual Bulgària, que en aquella època estava àmpliament habitada per agricultors eslaus. L'exèrcit búlgar estava liderat per Asparukh, que segons els cronistes romans d'Orient era un dels cinc fills de Kubrat, el cap onogur que es va revoltar contra els seus governants àvars, i va aconseguir unir els diversos grups búlgars que vivien al nord de la mar Negra. Quan Asparukh i els seus guerrers van entrar a la regió al sud del Danubi, l'emperador romà d'Orient Constantí IV es va molestar i va liderar un exèrcit per evitar que els búlgars hi romanguessin. L'expedició romana d'Orient contra els búlgars va acabar desastrosament i després de derrotar les forces imperials, Asparukh va forçar les tribus eslaves veïnes a pagar-li tribut, mentre deixava intacta la seva organització tribal. Com a conseqüència d'aquesta derrota, l'imperi es va veure obligat a signar un tractat que reconeixia l'estat búlgar el 681. Malgrat que l'àrea havia estat durant algun temps sota el control de facto de diverses tribus eslaves, els emperadors de Bizanci havien mantingut la ficció que l'àrea era encara imperial, ja que fins a 681 cap estat veritable havia reemplaçat el govern imperial. Aquesta fou la primera vegada que l'Imperi Romà d'Orient reconeixia oficialment un altre estat als Balcans.

### 681-893
Pliska va ser la capital del Primer Imperi Búlgar entre el 681 i el 893. Segons una crònica búlgara, va ser fundada per Asparukh Khan. En la seva màxima extensió, ocupava una superfície de 21,8 km² i estava envoltada de muralles de terra. Es va construir una fortificació de pedra més petita dins d'aquestes muralles i hi havia un palau i edificis pertanyents a l'aristocràcia.
Tot i que Pliska va experimentar prop d'un segle de creixement després de la seva elecció com a capital del nou estat búlgar, no va ser una època pacífica. Els búlgars i l'Imperi Romà d'Orient es trobaven en un estat gairebé constant de guerra durant el segle VIII i principis del IX. L'emperador Constantí V va superar nou campanyes contra els búlgars entre 741 i 775, i la campanya de l'emperador Nicèfor I el 811 va provocar la crema de la residència reial a Pliska. En aquest últim cas, l'emperador va encapçalar un enorme exèrcit a Pliska en represàlia per la captura búlgara de Sardika i la massacre de la seva guarnició que es va produir en un conjunt anterior d'hostilitats. El líder búlgar Krum no estava preparat per enfrontar-se a l'exèrcit de l'emperador, i per això va abandonar Pliska; llavors els romans d'Orient van saquejar el palau i la ciutat, i la van cremar fins als fonaments, ja que en aquella època la major part de les construccions eren de fusta. Poc després, els invasors van ser expulsats pel kan Krum (vegeu Batalla de Pliska).
Més tard, al segle iv, durant el regnat de Borís I de Bulgària, els temples pagans a Pliska probablement començaren a ser convertits en esglésies cristianes. El 886, Boris va fundar l'Escola literària de Pliska, que va ser traslladada a Preslav posteriorment quan Boris va traslladar-hi la capital. Quan Boris va emmalaltir greument i es va retirar a un monestir, el seu fill Vladimir li va succeir i va intentar restablir el paganisme. Durant aquest període (889-93), la gran basílica de pedra de Pliska construïda sota Boris va ser fortament danyada. Boris va abandonar el monestir per enderrocar el seu fill i, després d'haver-ho aconseguit, va traslladar la capital a la propera ciutat de Preslav, que sembla haver estat un centre de cristianisme a l'estat. Després d'això, la rellevància de Pliska en la governança búlgara va disminuir constantment fins que l'estat búlgar va ser destruït pel general romà d'Orient convertit en emperador (quan va assassinar l'emperador anterior Nicèfor Focas) Joan Tsimiscés, el qual va derrotar les forces russes que havien ocupat Bulgària, i va annexar les terres búlgares fins al Danubi, amb la qual cosa acabava amb primer estat búlgar. Durant aquesta guerra entre russos i romans d'Orient sobre Bulgària, Pliska va ser destruïda entre 969 i 972 i no va ser reconstruïda.

## Arqueologia de Pliska

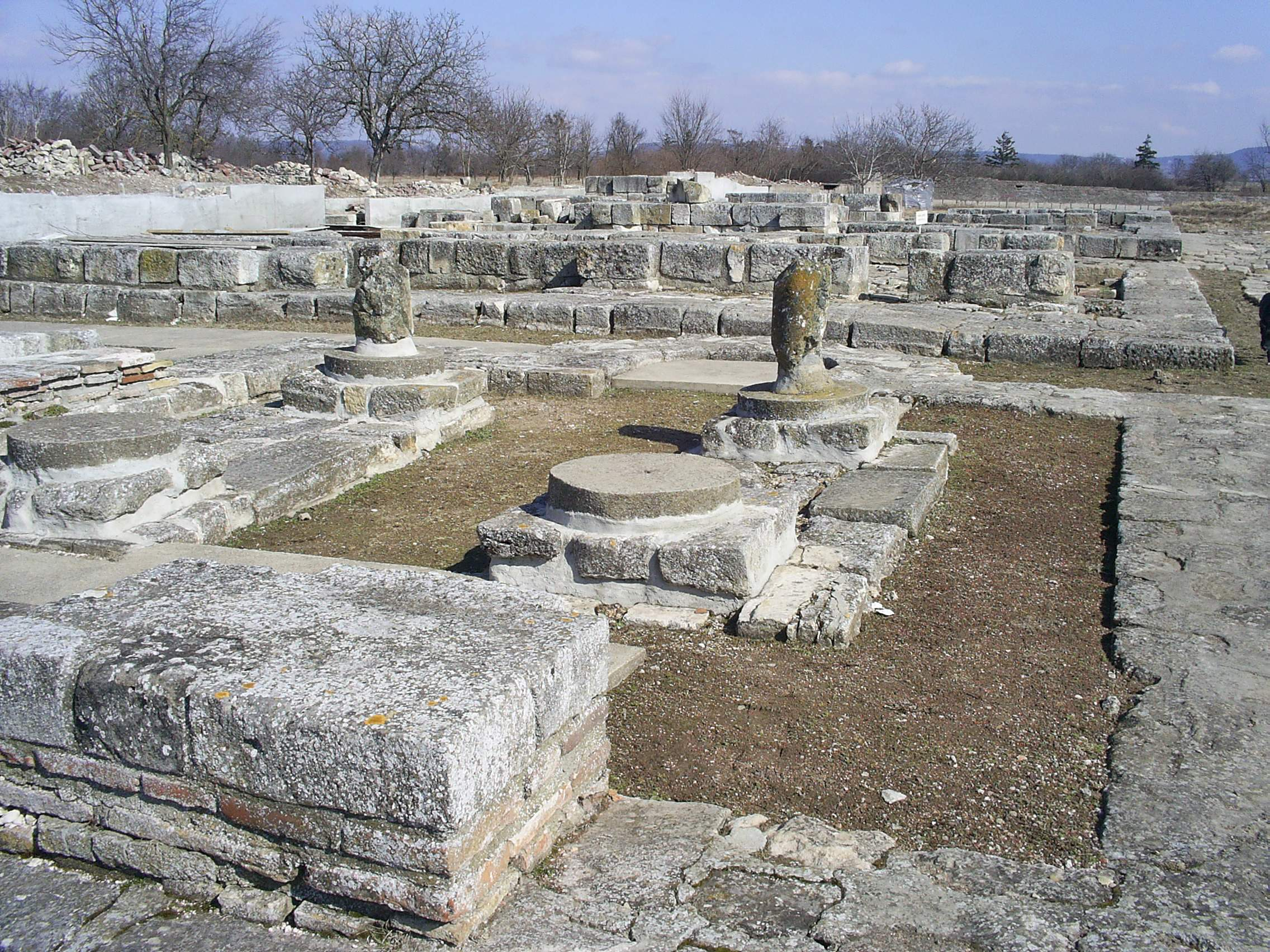
Ruïnes de la ciutat medieval de Pliska, la primera capital búlgara

La construcció d'una muralla de terra es va iniciar poc després que els búlgars s'instal·lessin a la plana de Pliska (s'ha suggerit que aquests terraplens no haurien estat construïts tots alhora), i el territori dins d'això, conegut com la ciutat exterior, consistia en múltiples agrupacions de cases modestes amb espais intermedis per a ramats i cavalls. Aquest disseny aparentment inusual fou triat perquè els búlgars havien estat nòmades abans de construir la seva capital a Pliska i quan van començar a cooperar amb els eslaus locals (que van formar una gran majoria de la població del nou estat) es va desenvolupar una economia pastoral i agrícola mixta. La ciutat interior, probablement construïda amb posterioritat a l'existència de l'assentament, consistia en un palau, una basílica i edificis aristocràtics dins d'una fortificació de pedra. La ciutat interior estava envoltada per la ciutat exterior, que al seu torn estava envoltada per la muralla de terra.
En general, es coneix molt menys sobre el disseny i els continguts de Pliska abans de la conversió al cristianisme que després. No hi ha edificis de pedra datats amb certesa abans que els búlgars es convertissin al cristianisme el 864-5, i molts edificis de fusta (que inicialment es creia que provenien de l'època pagana) també semblen haver estat construïts més endavant. No és clar quins edificis van ser construïts en les dècades immediatament després de 681. Quan es va construir la muralla de terra, Pliska tenia una població molt baixa. El mapa de Dimitrov basat en les obres de dragatge de 1989 a 1991 a la ciutat exterior suggereix que no hi havia més de sis a dotze assentaments de mida de vilatge, mentre que al segle x n'hi pot haver hagut trenta.
Tanmateix, no hi ha cap explicació plausible sobre el motiu pel qual la muralla i la fossa de terra construïda al voltant de Pliska envoltaven una àrea tan gran. Algunes àrees semblen haver estat habitades per persones que proporcionaven serveis o participaven en la producció artesana per al centre del palau, i l'agricultura tenia lloc clarament dins de la muralla de terra que envolta la ciutat exterior. Hi havia clarament una bona quantitat de terra oberta a l'interior de la muralla de terra. Henning conclou que l'assentament fou construït inicialment per motius militars i estratègics, i no es podria considerar una ciutat típica (amb tots els intercanvis, producció i població associats) fins al període posterior a la conversió al cristianisme de Bulgària, el 864-5. La major part de l'arquitectura de pedra de Pliska va ser construïda entre aquesta conversió i la possible conquesta romana d'Orient de la ciutat el 971. Els edificis d'aquesta època mostren una clara influència romana d'Orient en el seu disseny i funció. Per exemple, un canal de 4 quilòmetres de longitud alimentava una gran cisterna de maó que movia l'aigua del riu Kriva cap a la ciutat interior amb canonades ceràmiques. Aquesta cisterna tenia habitacions adossades que contenien banys privats.
Només s'han investigat correctament algunes parts del jaciment arqueològic de la ciutat. Una de les investigacions més exhaustives és la zona d'Asar-dere, just a l'oest de la fortificació de pedra que envolta la ciutat interior. Es van descobrir quatre forns d'argila en aquesta zona, cosa que suggereix que Pliska tenia capacitat de fabricació especialitzada de terrissa i economia urbana en algun moment durant el seu desenvolupament.
Inicialment, aquestes troballes van ser interpretades per demostrar que a principis de la colonització es va confiar en el pasturatge i en activitats agrícoles, i posteriorment va desenvolupar tècniques artesanals sofisticades. Aquesta interpretació es veu a més recolzada per la datació relativament tardana de les primeres aparicions de ceràmica vidrada a Pliska. Com a molt d'hora, provenen de finals del segle ix, encara que algunes certament se n'han datat als segles x i xi.
Tanmateix, una investigació més recent de l'àrea d'Asar-dere ha demostrat que la zona contenia un gran lloc d'eliminació de residus al costat de múltiples llars i forns que daten de la primera fase d'ocupació. El contingut dels residus mostra que la ceràmica es va produir a principis de la història de l'assentament. Altres troballes d'aquesta primera fase d'ocupació (des del segle VIII fins a principis del segle ix) inclouen les relacionades amb el processament de ferro, com escòria, carbó vegetal, cendra i restes de ferro. Els fragments i les gotes solidificades de vidre suggereixen que la fabricació de vidre també es troba a partir d'aquest mateix període. Aquests tipus de troballes no existeixen en aquesta àrea al segles x i xi, quan va ser ocupada per nombrosos habitatges tipus casa en rasa, petits i primitius. Segons Henning;
| « | "No era el cas que un estil de vida predominantment agrícola obrís el camí cap a un creixement progressiu de les activitats artesanals, sinó que a una situació de producció artesanal, totalment desenvolupada i altament especialitzada, li succeí posteriorment un ampli procés de ruralització. | » |

## Disputes erudites
Alguns estudiosos, com Gueorguíev i Kírilov, han proposat que Pliska no era, de fet, la capital de Bulgària durant aquest període. Gueorguíev suggereix que Pliska només era una residència estacional amb petits edificis de fusta com a mínim fins a mitjan segle viii. Kírilov ofereix l'explicació que, com els reis otonians, els governants búlgars eren itinerants, i viatjaven entre diverses residències diferents. A més, abans d'unes troballes més recents a la zona d'Asar-dere del jaciment arqueològic, es creia que les activitats artesanals testimoniades per Milčev demostraven que aquest lloc no es va convertir en un veritable gran poble fins a finals del segle ix o principis del segle x, però Henning mostra que això pot haver ocorregut en ordre invers.
Els fragments de ceràmica en els sòls de moltes de les cases en rasa suggerien (en funció de la seva profunditat al sòl) al principi que es feia terrissa i que aquestes cases estaven ocupades durant el període posterior a l'ocupació del poblat. L'excavació de la casa en rasa designada com a "grubenhaus núm. 8" va precipitar un gir conceptual fort entre molts investigadors envers la creença que les cases excavades pogueren haver estat construïdes molt abans, i això suggereix que la famosa basílica gran s'hauria construït més aviat després de la majoria de les cases, és a dir, potser no s'hauria construït a l'any 864, com s'havia suposat, sinó a finals del segle x.

## La Pliska moderna
Les ruïnes de la ciutat de Pliska es troben a 3 km al nord de la moderna vila de Pliska. El lloc de la ciutat actualment és una Reserva Arqueològica Nacional. A la reserva es poden veure les ruïnes del Gran i el Petit Palau, fortificacions de pedra i la Gran Basílica (c. 875), utilitzada com a església reial i com a catedral patriarcal nacional.
Sota domini otomà, el poble conegut com a Pliska des de 1947 es va denominar Aboba (Ağa Baba en temps otomans), un nom que va conservar fins al 1925, quan el nom es va canviar a Pliskov, una variant del nom actual. El poble té una població de 1.124 habitants i està situat a 146 m sobre el nivell del mar a la província de Xumen, a l'extrem sud de l'altiplà de Ludogòrie. Es troba aproximadament a 400 km al nord-est de Sofia, a 43° 22′ N, 27° 7′ E / 43.367°N,27.117°E.

## Galeria

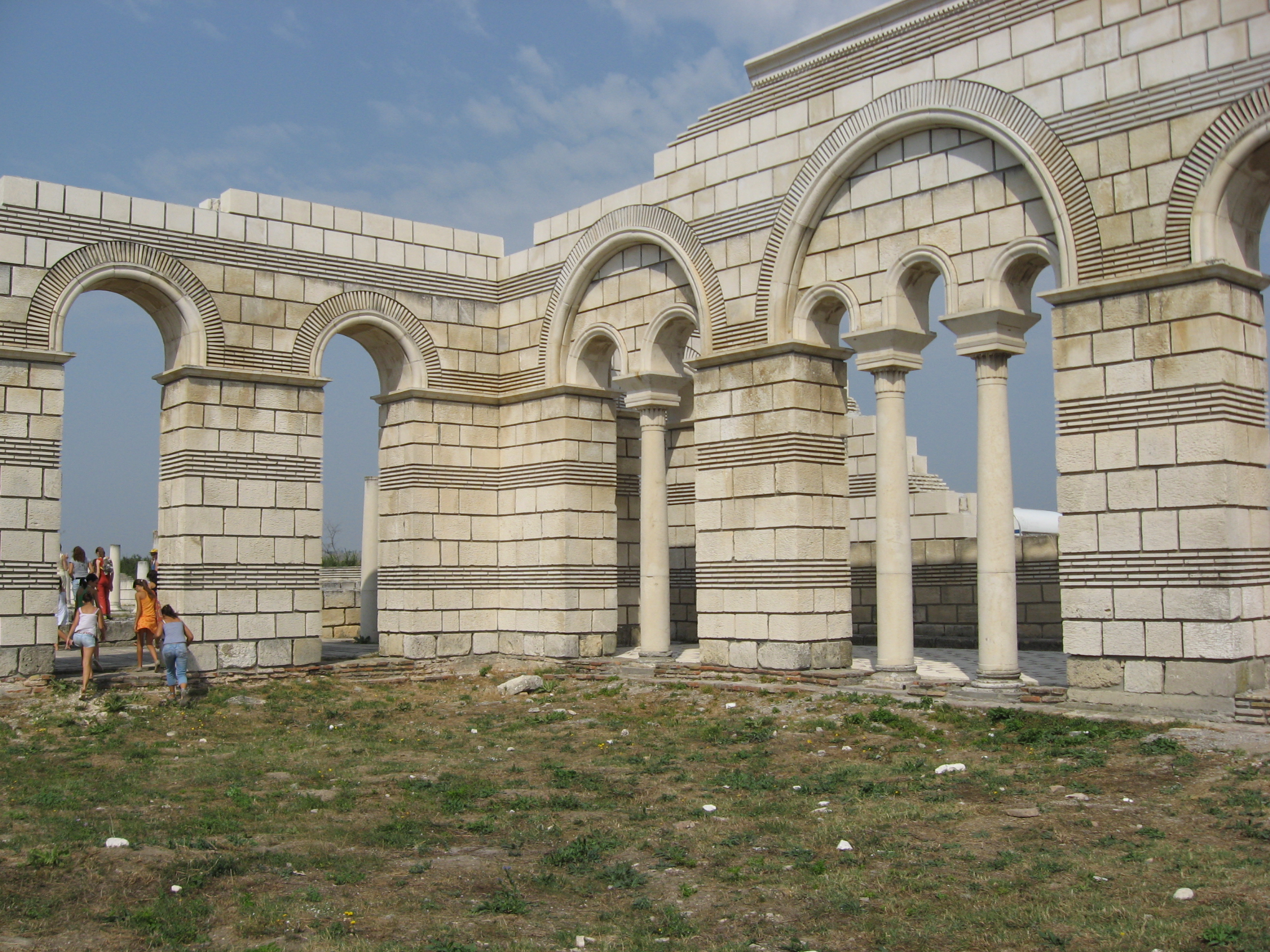
Gran basílica de Pliska
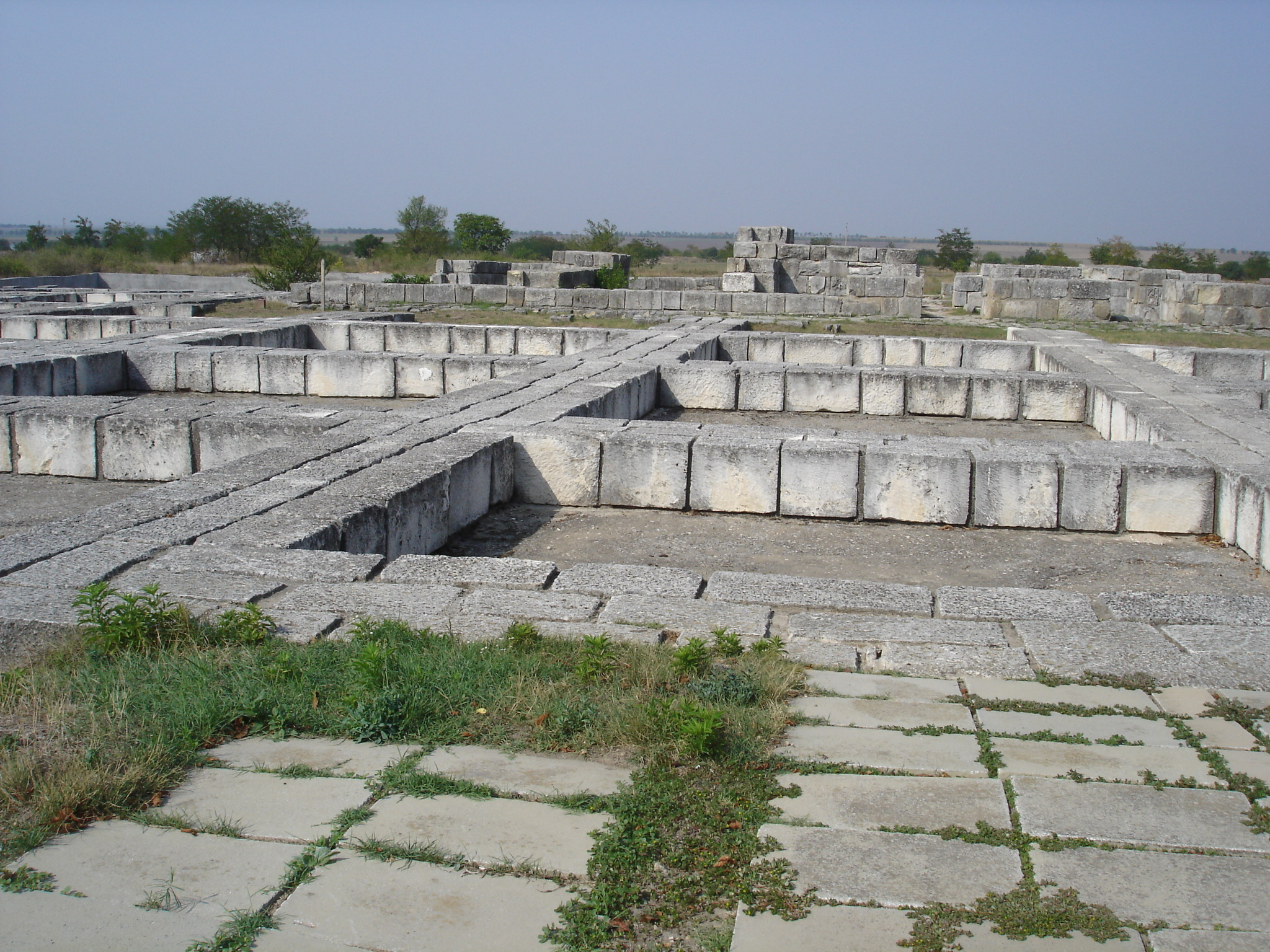
Ruïnes del palau reial
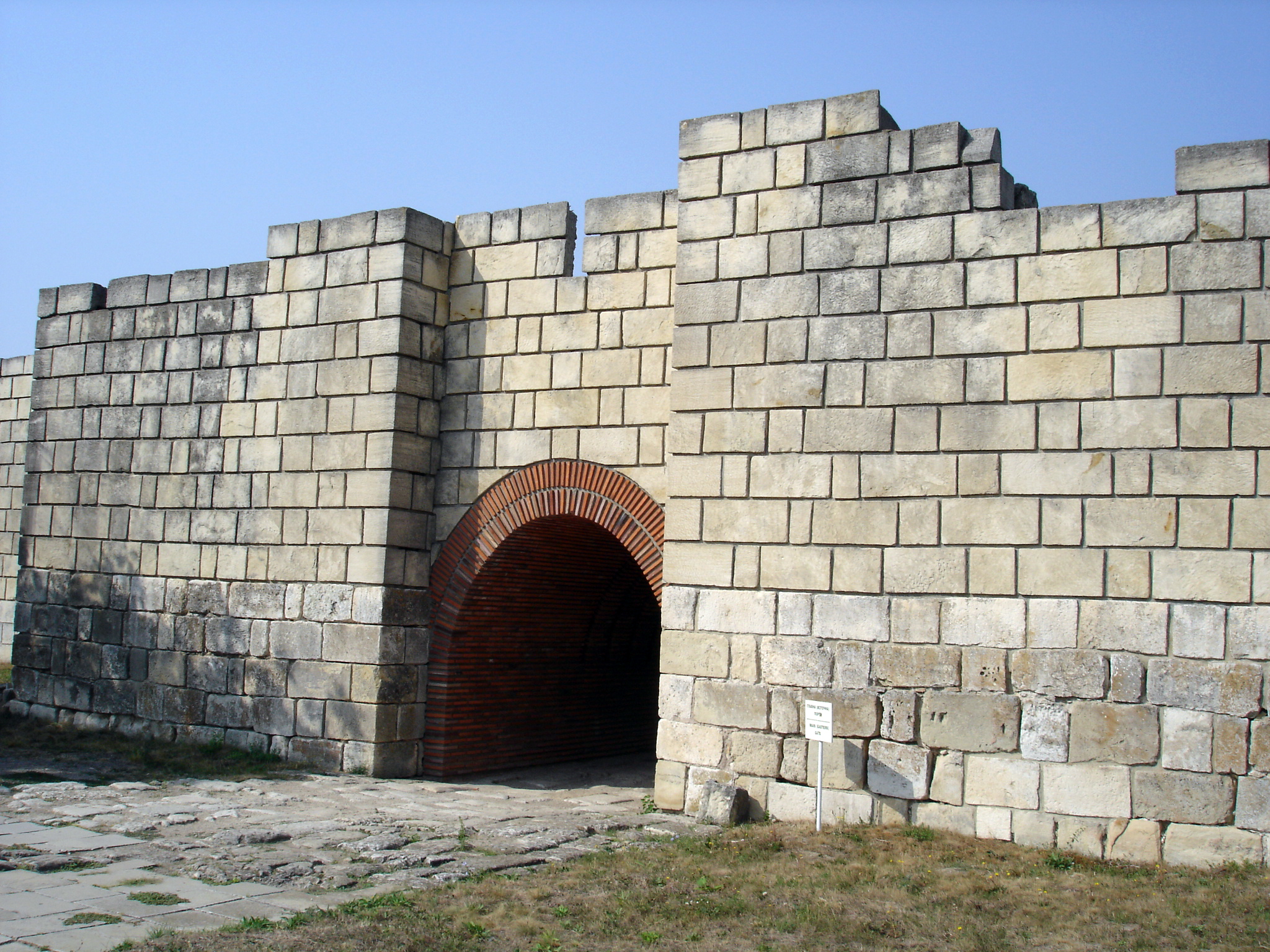
Porta al castell
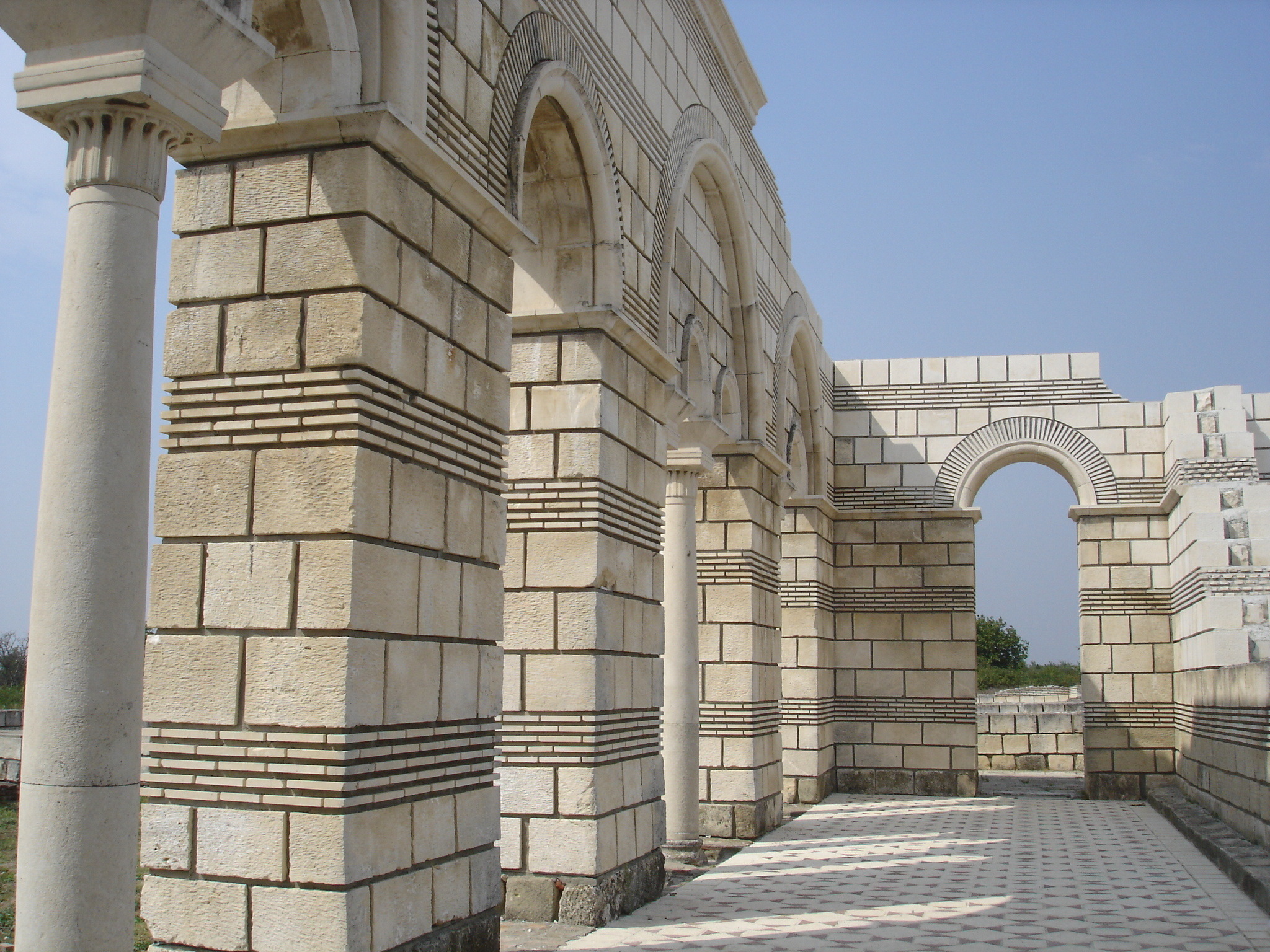
Gran basílica de Pliska
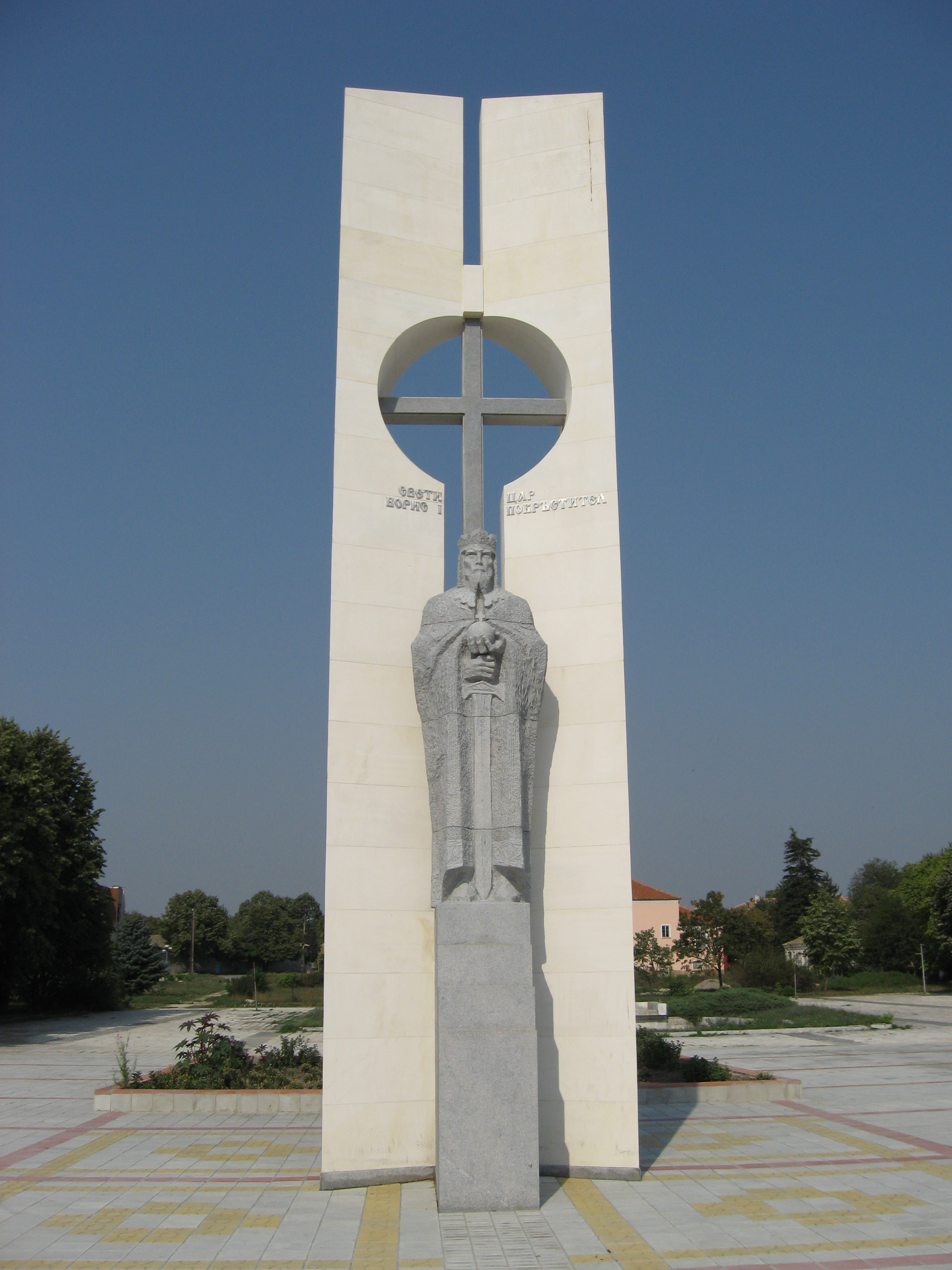
Monument a Borís I
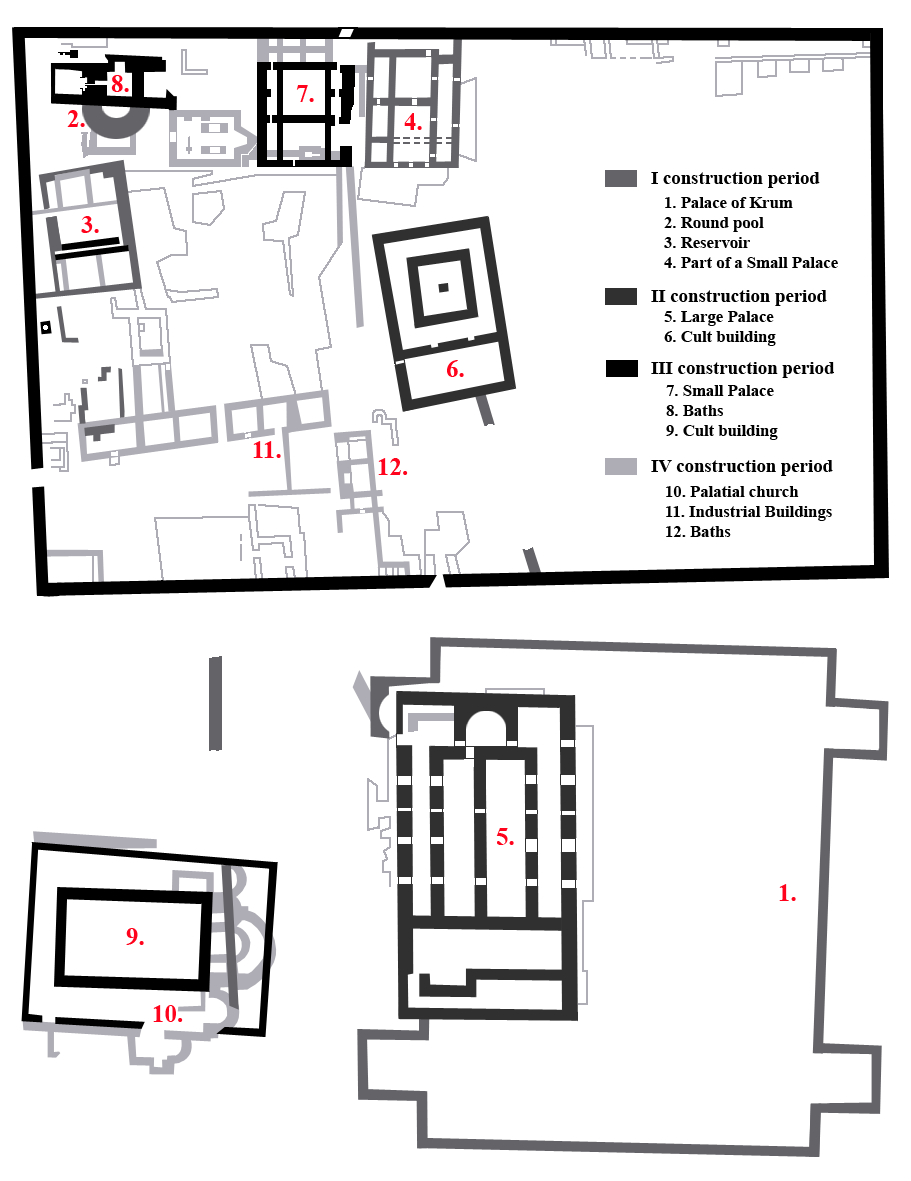
Pliska, plànol del complex del palau
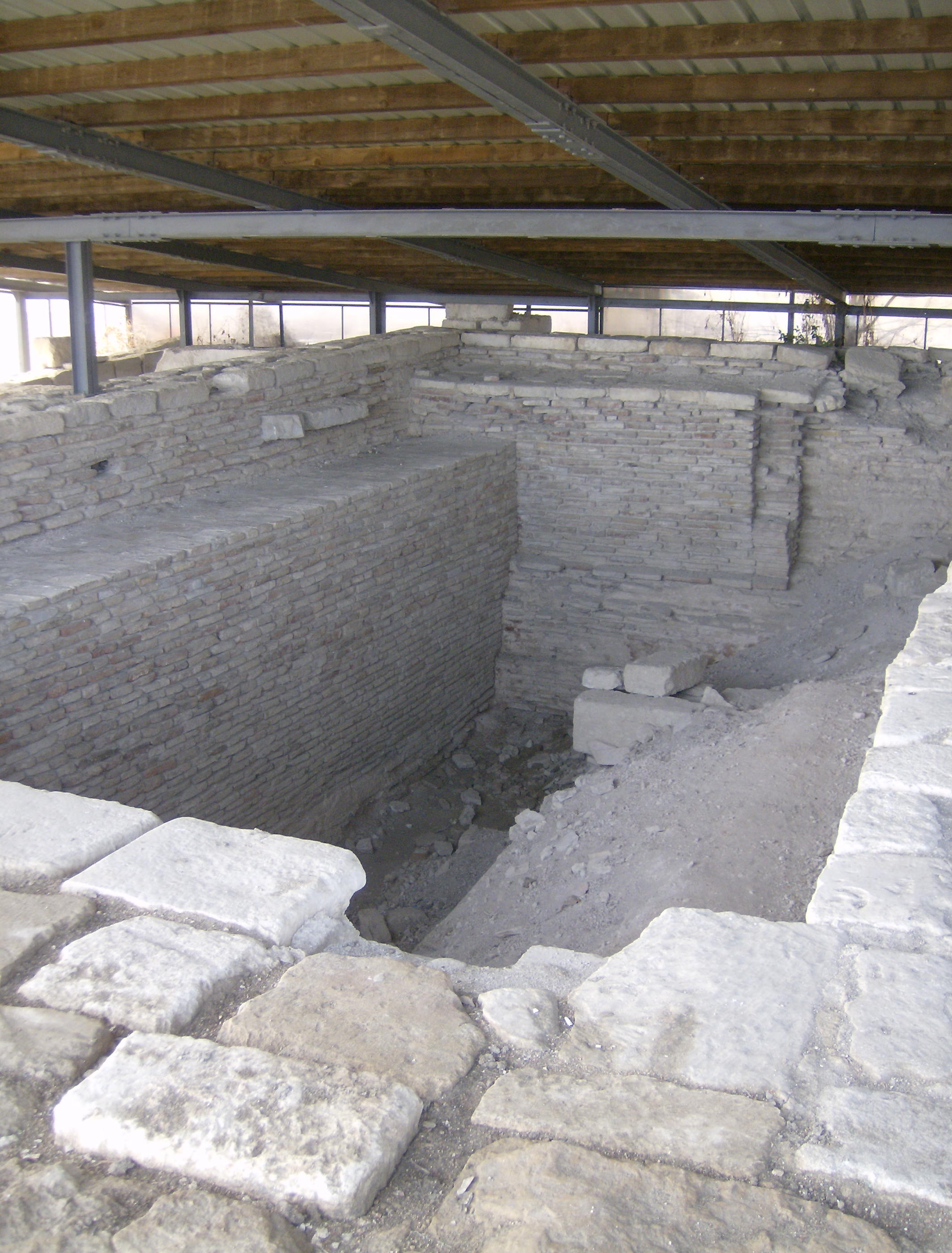
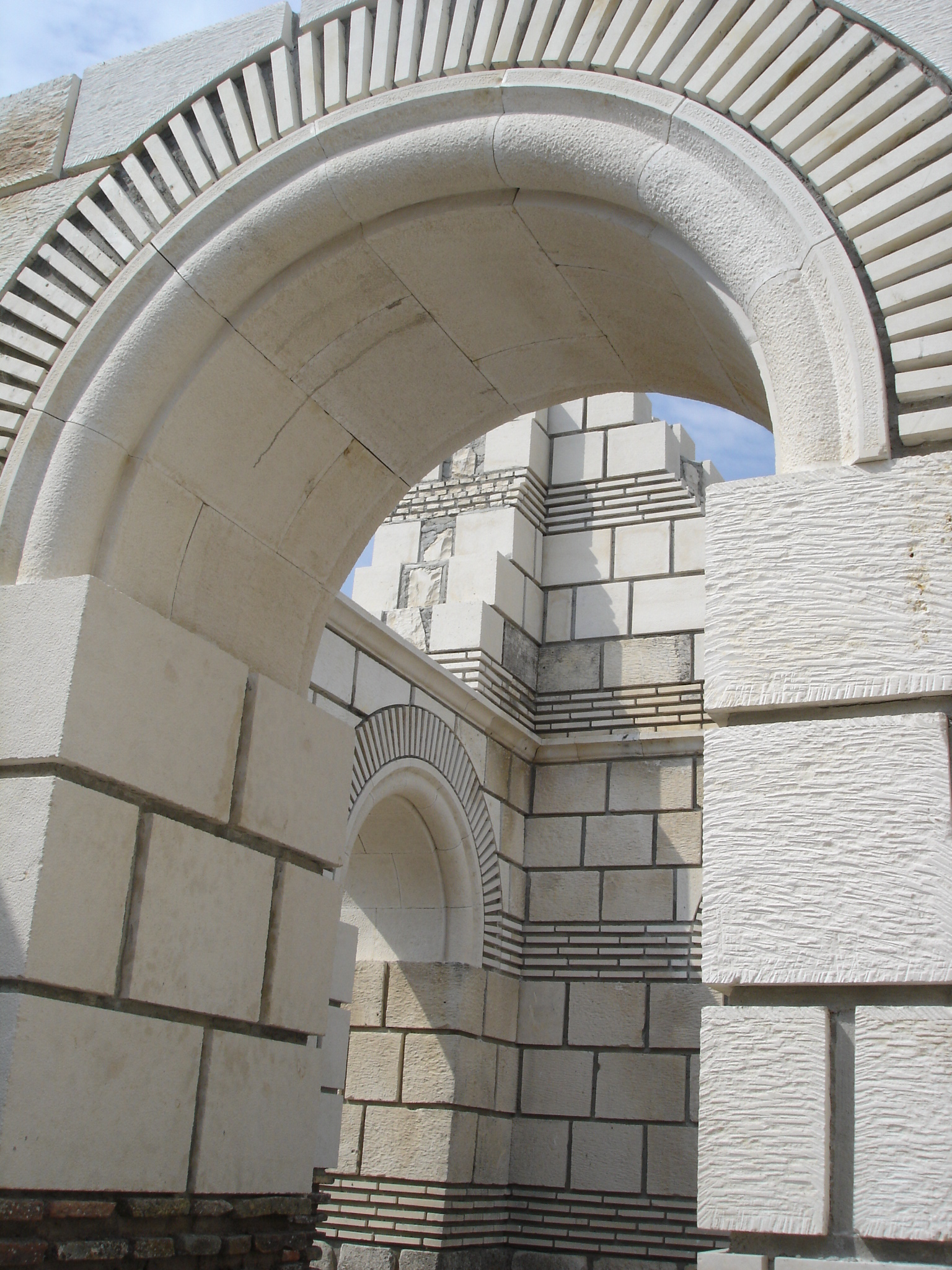
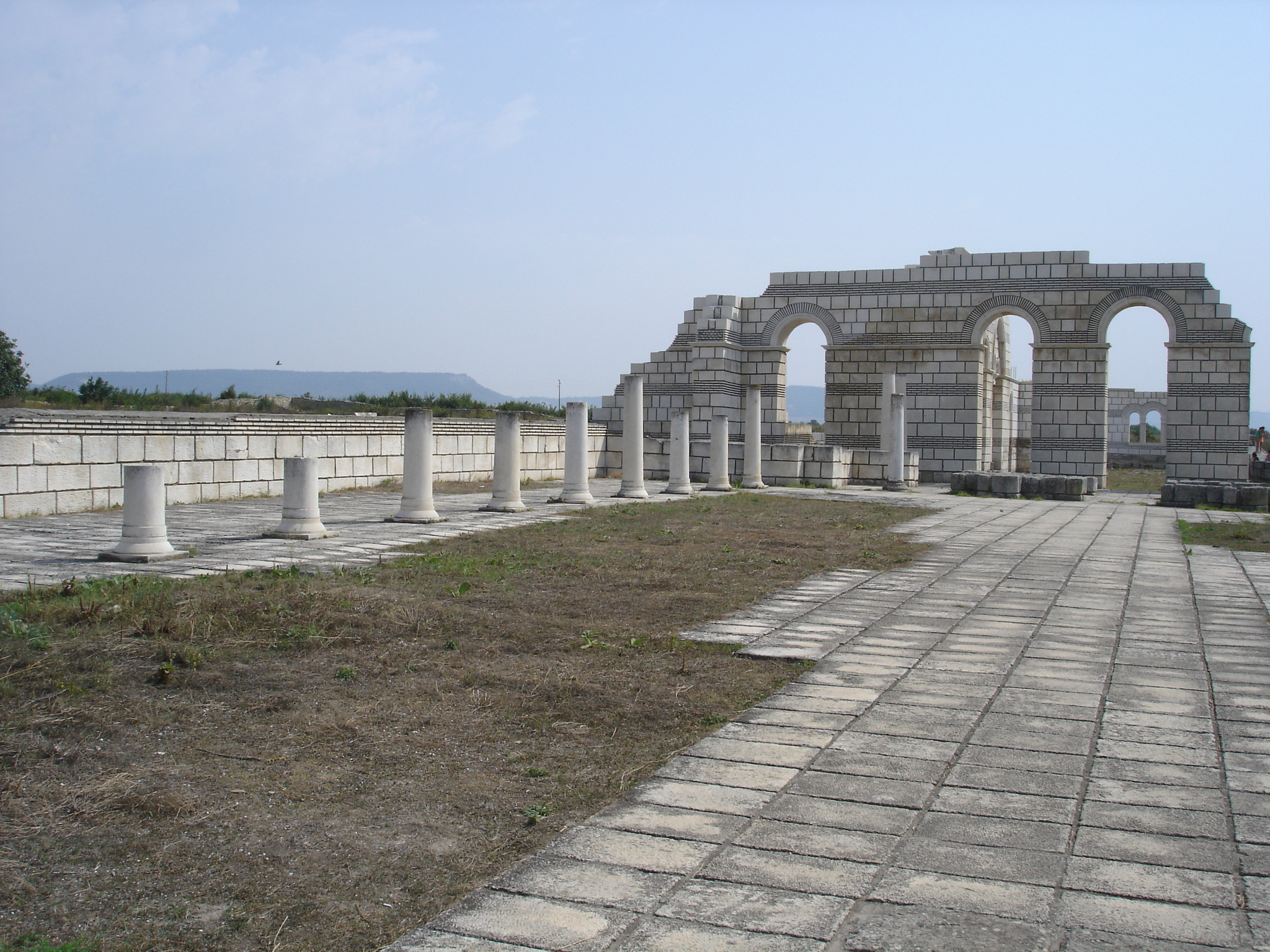
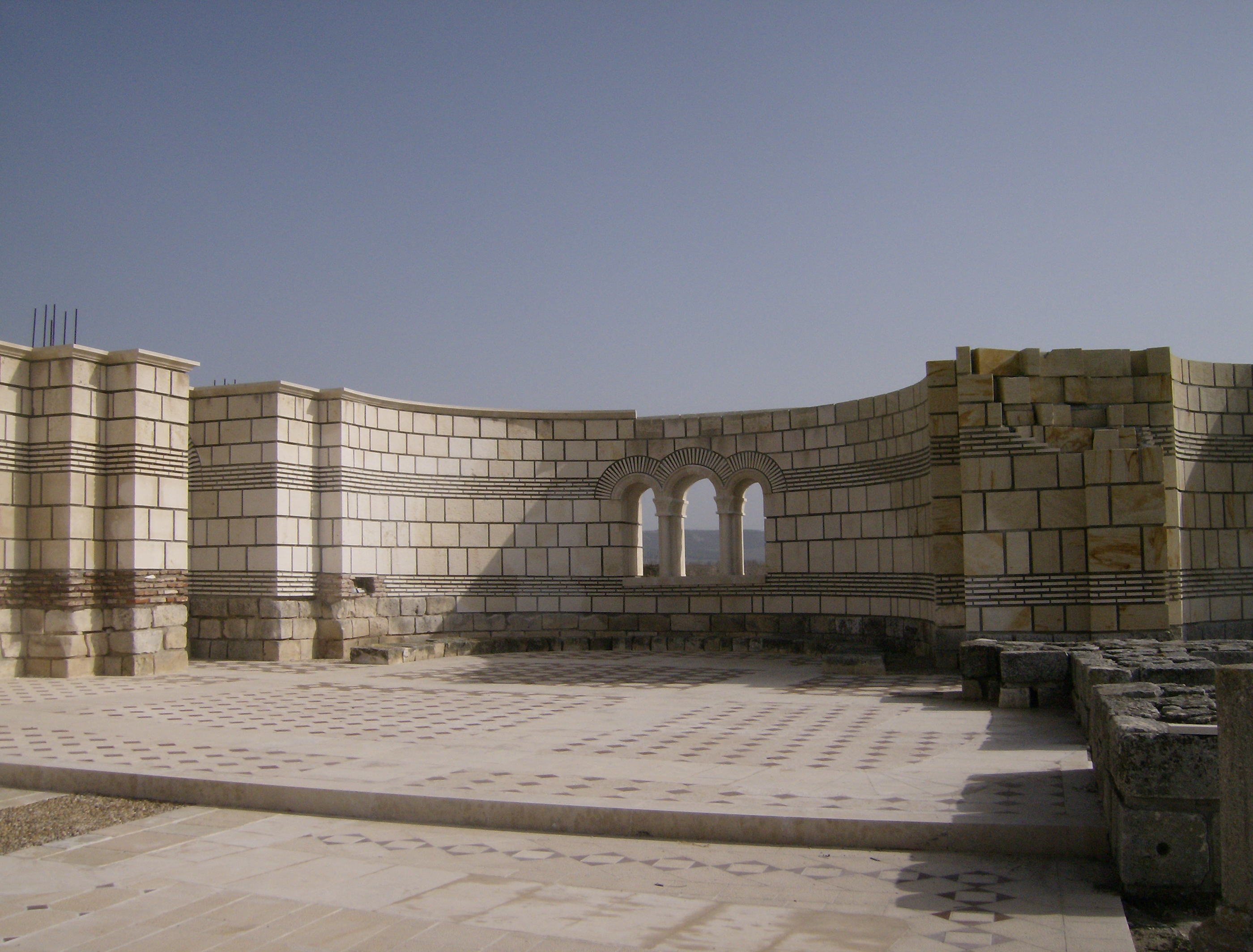
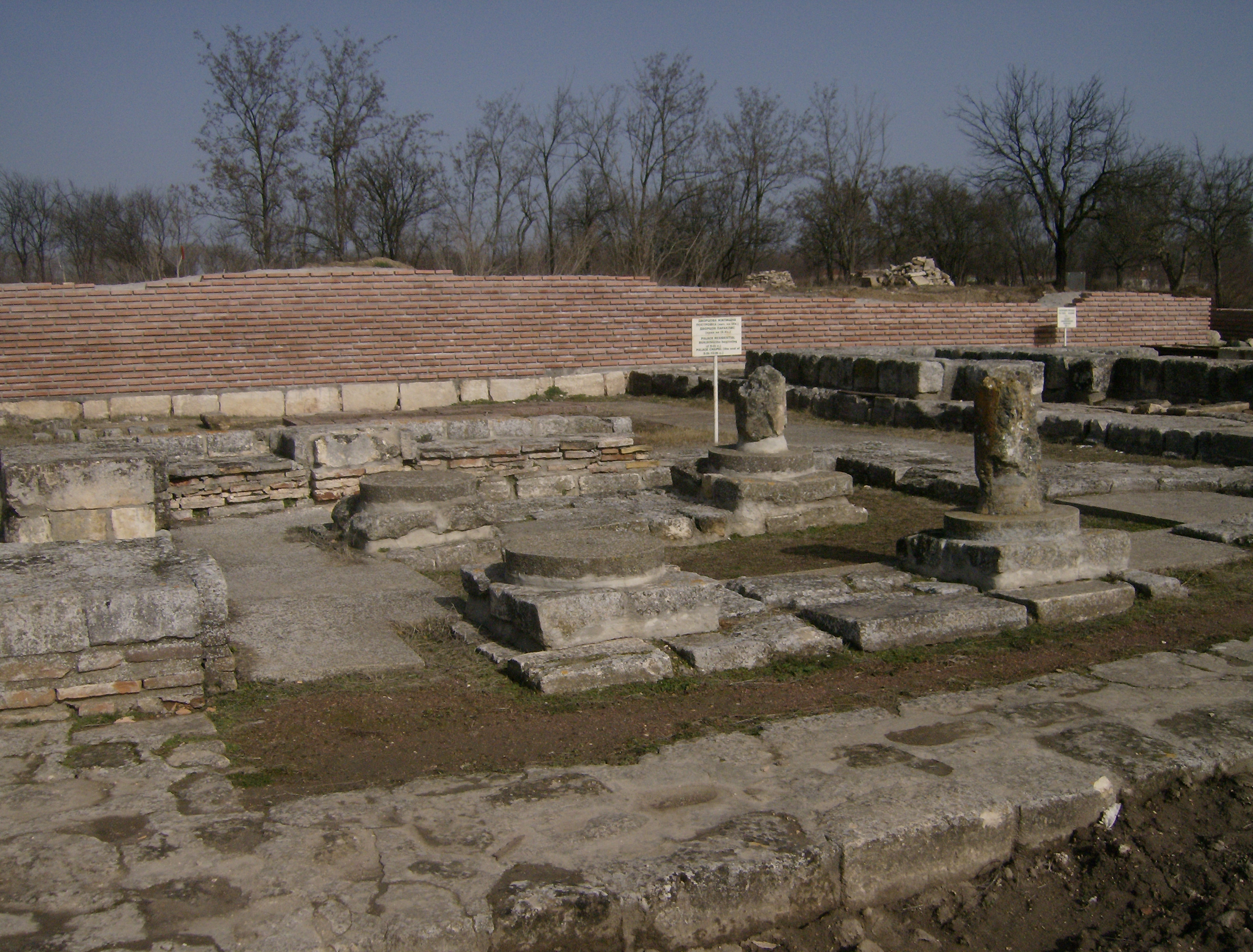
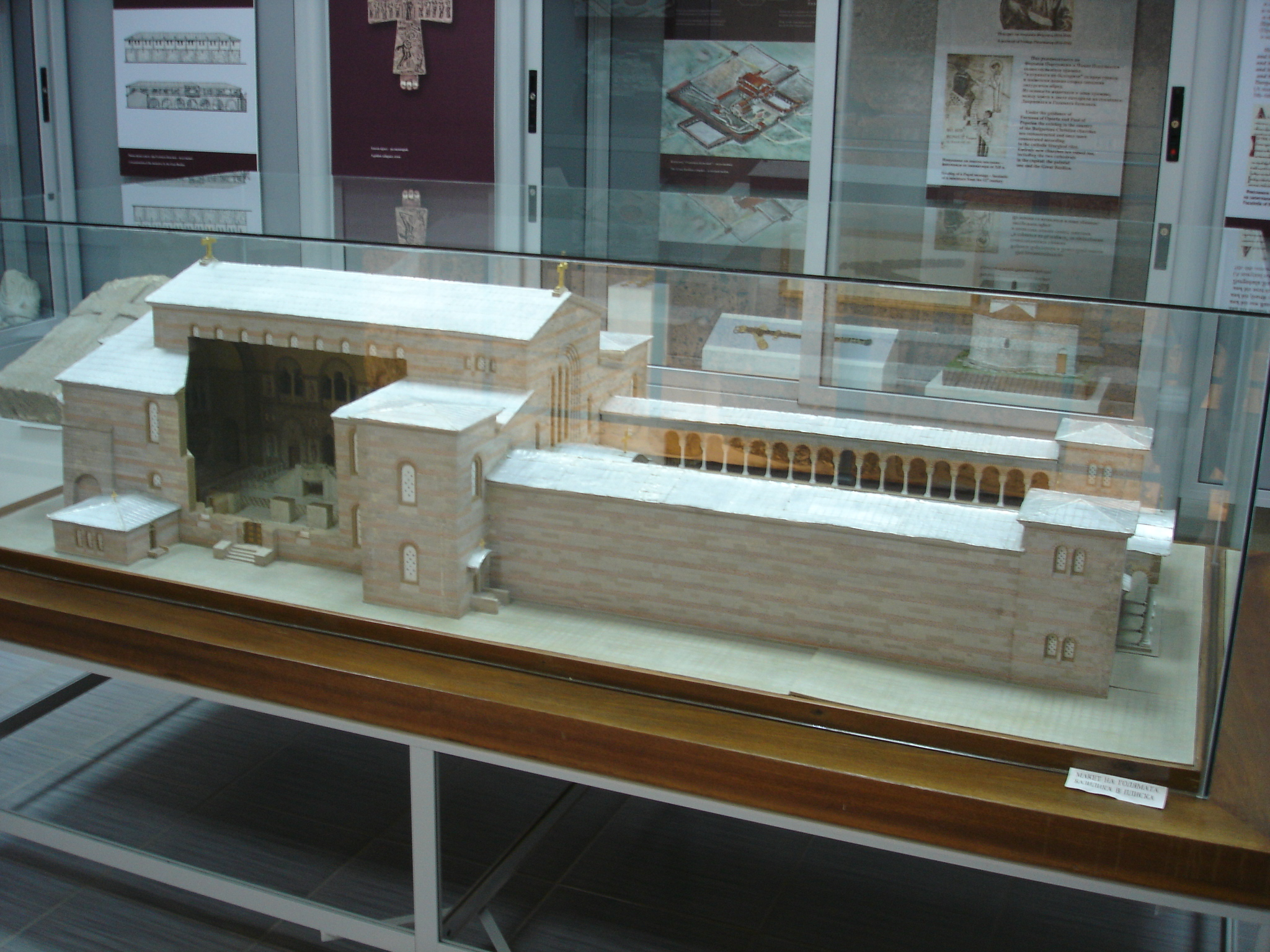